# ヒッツ&レアリティーズ
『ヒッツ&レアリティーズ』（Hits and Rarities）はアメリカ人シンガー・ソングライター、シェリル・クロウの2枚目のグレイテスト・ヒッツ・アルバムであり、欧州で2007年11月12日にリリースされた。シングルディスク版とディスク2枚の限定版がある。

## 収録曲
1. 「オール・アイ・ワナ・ドゥ」"All I Wanna Do" (『チューズデイ・ナイト・ミュージック・クラブ』より) – 4:34
2. 「マイ・フェイヴァリット・ミステイク」"My Favorite Mistake" (『グローブ・セッションズ』より) – 4:05
3. 「ソーク・アップ・ザ・サン」"Soak Up the Sun" (『カモン・カモン』より) – 4:51
4. 「オルウェイズ・オン・ユア・サイド」"Always on Your Side" (スティングと共演) (『ワイルドフラワー』より) – 4:10
5. 「ザ・ファースト・カット・イズ・ザ・ディーペスト」"The First Cut Is The Deepest" (『ヴェリー・ベスト・オブ・シェリル・クロウ（英語版）』より) – 3:45
6. 「エヴリデイ・イズ・ア・ワインディング・ロード」"Everyday Is A Winding Road" (『シェリル・クロウ』より) – 4:17
7. "Try Not To Remember" (映画『ホーム・オブ・ザ・ブレイブ』のサウンドトラックより) – 4:39
8. 「さらばラス・ヴェガス」"Leaving Las Vegas" (『チューズデイ・ナイト・ミュージック・クラブ』より) – 5:08
9. 「ストロング・イナフ」"Strong Enough" (『チューズデイ・ナイト・ミュージック・クラブ』より) – 3:10
10. 「イフ・イット・メイクス・ユー・ハッピー」"If It Makes You Happy" (『シェリル・クロウ』より) – 5:21
11. 「ラン・ベイビー・ラン」"Run Baby Run" (『チューズデイ・ナイト・ミュージック・クラブ』より) – 4:51
12. 「アイ・シャル・ビリーヴ」"I Shall Believe" (『チューズデイ・ナイト・ミュージック・クラブ』より) – 5:33
13. 「ライト・イン・ユア・アイズ」"Light In Your Eyes" (『ヴェリー・ベスト・オブ・シェリル・クロウ（英語版）』より) – 4:01
14. 「カモン・カモン」"C'mon C'mon" (『カモン・カモン』より) – 4:25
15. 「ア・チェンジ」"A Change Would Do You Good" (『シェリル・クロウ』より) – 3:50
16. 「ワイルドフラワー」"Wildflower" (『ワイルドフラワー』より) – 3:57
17. "Sweet Child o' Mine" (映画『ビッグ・ダディ』のサウンドトラックおよび『グローブ・セッションズ』再発版より) – 3:51
18. 「トゥモロー・ネバ―・ダイ」"Tomorrow Never Dies" (映画『007 トゥモロー・ネバー・ダイ』のサウンドトラックより) – 4:50

### Hits and Rarities (Limited Edition)
1. 「ラン・ベイビー・ラン」"Run Baby Run" (Live with Eric Clapton) (オリジナルは『チューズデイ・ナイト・ミュージック・クラブ』より) – 6:07
2. 「チャンセズ・アー」"Chances Are" (オリジナルは『ワイルドフラワー』より) – 5:14
3. 「ユーアー・アン・オリジナル」"You're An Original" (Live Budokan) (オリジナルは『カモン・カモン』より) – 5:52
4. 「ディフィカルト・カインド」"The Difficult Kind" (Live Budokan) (オリジナルは『グローブ・セッションズ』より) – 5:39
5. 「ホエア・ハズ・オール・ザ・ラヴ・ゴーン」"Where Has All The Love Gone" (Acoustic Version) (オリジナルは『ワイルドフラワー』より) – 3:40
6. 「スティーヴ・マックイーン」"Steve McQueen" (Live Radio Portugal) (オリジナルは『カモン・カモン』より) – 3:26
7. 「リヴァーワイド」"Riverwide" (Live for Wise Buddha) (オリジナルは『グローブ・セッションズ』より) – 4:14
8. 「エヴリデイ・イズ・ア・ワインディング・ロード」"Everyday Is A Winding Road" (AOL Live) (オリジナルは『シェリル・クロウ』より) – 5:04
9. 「サブウェイ・ライド」"Subway Ride" (『グローブ・セッションズ』の隠しトラックおよびシングル「マイ・フェイヴァリット・ミステイク」のB面より) – 3:57
10. 「さらばラス・ヴェガス」"Leaving Las Vegas" (Live Budokan) (オリジナルは『チューズデイ・ナイト・ミュージック・クラブ』より) – 7:20
11. 「セーフ・アンド・サウンド」"Safe And Sound" (Live Budokan) (オリジナルは『カモン・カモン』より) – 5:36
12. 「キープ・オン・グロウイング」"Keep On Growing" (映画『ボーイズ・オン・ザ・サイド』挿入歌より) – 5:27